# Slax
Slax este o distribuție Linux, bazată pe Slackware, capabilă să ruleze direct de pe CD, sau chiar pe un flash-drive, având o dimensiune ce variază de la 47 MO (Frodo Edition - ediție doar cu consolă) până la 188 MO (KillBill Edition - ediție cu KDE și wine gata instalate). Instalarea programelor pe această distribuție se face prin intermediul pacheletor precompilate specifice acestei distributii (cu extensia " .mo " ), ale distribuției Slackware (cu extensia " .tgz " ) , dar si prin compilarea surselor , cu ajutorul pachetului de dezvoltare (Devel module).